# Седелья
Седелья (ісп. Sedella) — муніципалітет в Іспанії, у складі автономної спільноти Андалусія, у провінції Малага. Населення — 687 осіб (2010).
Муніципалітет розташований на відстані близько 400 км на південь від Мадрида, 36 км на північний схід від Малаги.
На території муніципалітету розташовані такі населені пункти: (дані про населення за 2010 рік)
- Рубіте: 43 особи
- Седелья: 479 осіб
- Вальвердес: 165 осіб

## Демографія
Динаміка населення (INE ):

## Галерея зображень

Розташування муніципалітету у провінції Малага